# Distrito de Tan Phu
Tan Phu (em Vietnameita:Tân Phú,) é um dos 24 distritos da Cidade de Ho Chi Minh, no Vietnam. Está localizado na região oeste da cidade . Com uma área total de 16,06 km², o distrito tem uma população de 419 227 habitantes, de acordo com dados de 2010. O distrito está dividido em 11 pequenos subconjuntos que são chamados de alas.